# Anthony J. Armentano
Anthony J. Armentano, född 1916, död 25 december 1987, var en amerikansk politiker och domare som var viceguvernör i Connecticut från 1961 till 1963.

## Tidigt liv
Anthony J. Armentano föddes i Hartford och var son till Joseph och Rosina (född Donato) Armentano. Han gick i Hartford Public High School, sedan studerade han vid Boston University, där han tog en kandidatexamen i företagsekonomi 1939. Därefter studerade han juridik vid Boston University School of Law, där han tog examen 1941. Han antogs till Connecticuts advokatsamfund samma år. Han tjänstgjorde i USA:s armé under andra världskriget och befordrades till kapten innan han slutade. Han började arbeta som advokat 1946. År 1953 blev han domare i Court of Common Pleas.

## Politisk karriär
Armentano valdes till Connecticuts senat 1957. Han var vice talman från 1959. Som sådan blev han viceguvernör i Connecticut när den dåvarande viceguvernören John N. Dempsey efterträdde guvernör Abraham A. Ribicoff som guvernör. Han avgick från posten 1963.

## Domare
Armentano utnämndes till domare i Superior Court of Connecticut 1965. Han blev domare i Connecticuts högsta domstol den 2 mars 1981.
Han avled den 25 december 1987.